# Ваља луј Стан (Валча)
Ваља луј Стан (рум. Valea lui Stan) насеље је у Румунији у округу Валча у општини Брезој. Oпштина се налази на надморској висини од 381 m.

## Становништво
Према подацима из 2002. године у насељу је живело 461 становника, од којих су сви румунске националности.